# The Nest
The Nest es una película de suspenso de 2020. Fue escrita, dirigida y producida por Sean Durkin. Tuvo su estreno mundial en el Festival de Cine de Sundance el 26 de enero de 2020.

## Argumento
El futuro de una familia se ve sumido en la incertidumbre tras la reubicación de Estados Unidos a Inglaterra, ya que el tenso aislamiento de su nuevo hogar los afecta de manera diferente.

## Reparto
- Jude Law es Rory O’Hara
- Carrie Coon es Allison O’Hara
- Charlie Shotwell es Benjamin O’Hara
- Oona Roche es Samantha “Sam” O’Hara
- Adeel Akhtar es Steve
- Anne Reid es madre de Rory
- Michael Culkin es Arthur Davis
- Wendy Crewson es madre de Allison
- Tattiawna Jones es entrenadora
- John Ross Harkin y Tobias Macey es constructor